# Leonie Bentveld
Leonie Bentveld (* 17. April 2004) ist eine niederländische Radrennfahrerin, die auf Cyclocross spezialisiert ist.

## Sportlicher Werdegang
Bentveld stammt aus Burgum in Friesland und fuhr mit acht Jahren ihr erstes Rennen, wobei sie eine Vorliebe für Querfeldein entwickelte. Sie konnte im Jugendbereich und bei den Junioren mehrere niederländische Meistertitel gewinnen und fuhr ab 2021 im Nachwuchsteam von Pauwels Sauzen-Bingoal. 2021/2022 war sie im Juniorenbereich Vizewelt- und -europameisterin jeweils hinter Zoe Bäckstedt. Zu ihrem 18. Geburtstag wurde sie Profi bei ihrem bisherigen Team.
In der U23 erzielte Bentveld ähnliche Erfolge wie zuvor. Im Dezember 2023 holte sie in Flamanville ihre erste Podiumsplatzierung im Elite-Weltcup. 2024 fuhr sie mit AG Insurance-Soudal erstmals eine ausgedehnte Straßensaison.

## Erfolge
2021/2022
 Europameisterschaften (Junioren)
 Weltmeisterschaften (Junioren)
Weltcup (Junioren) – Gesamtwertung / Flamanville
X²O Trofee (Junioren) – Gesamtwertung / Loenhout, Baal, Herentals
 Niederländische Meisterin (Junioren)
2022/2023
 Niederländische Meisterin (U23)
 Weltmeisterin – Staffel
2023/2024
 Weltmeisterschaften (U23)
 Niederländische Meisterin (U23)
Weltcup (U23) – Gesamtwertung
2024/2025
 Weltmeisterschaften (U23)
 Europameisterschaften (U23)